# قطار

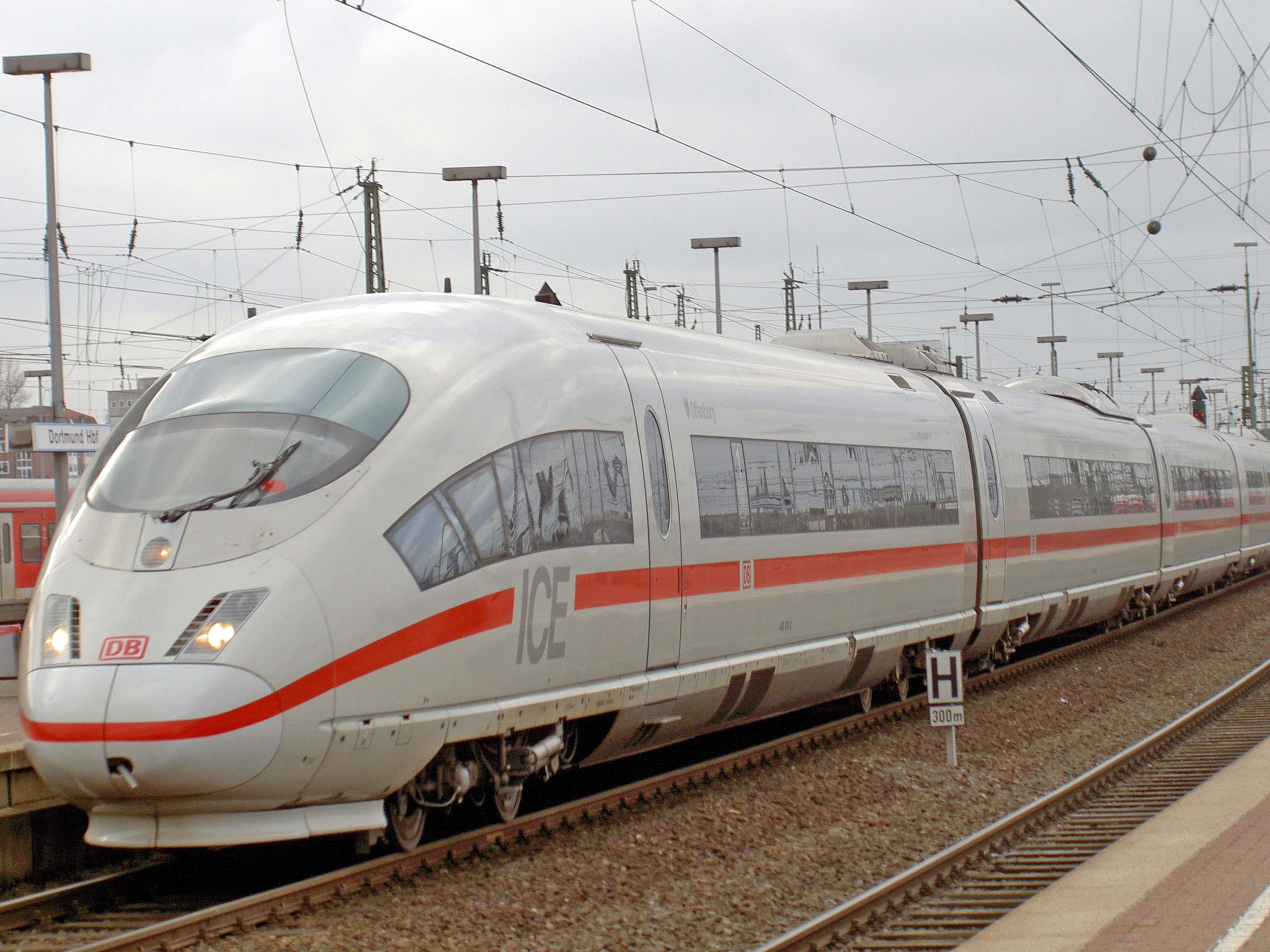
إنتر سيتي إكسبريس القطار الألماني السريع.

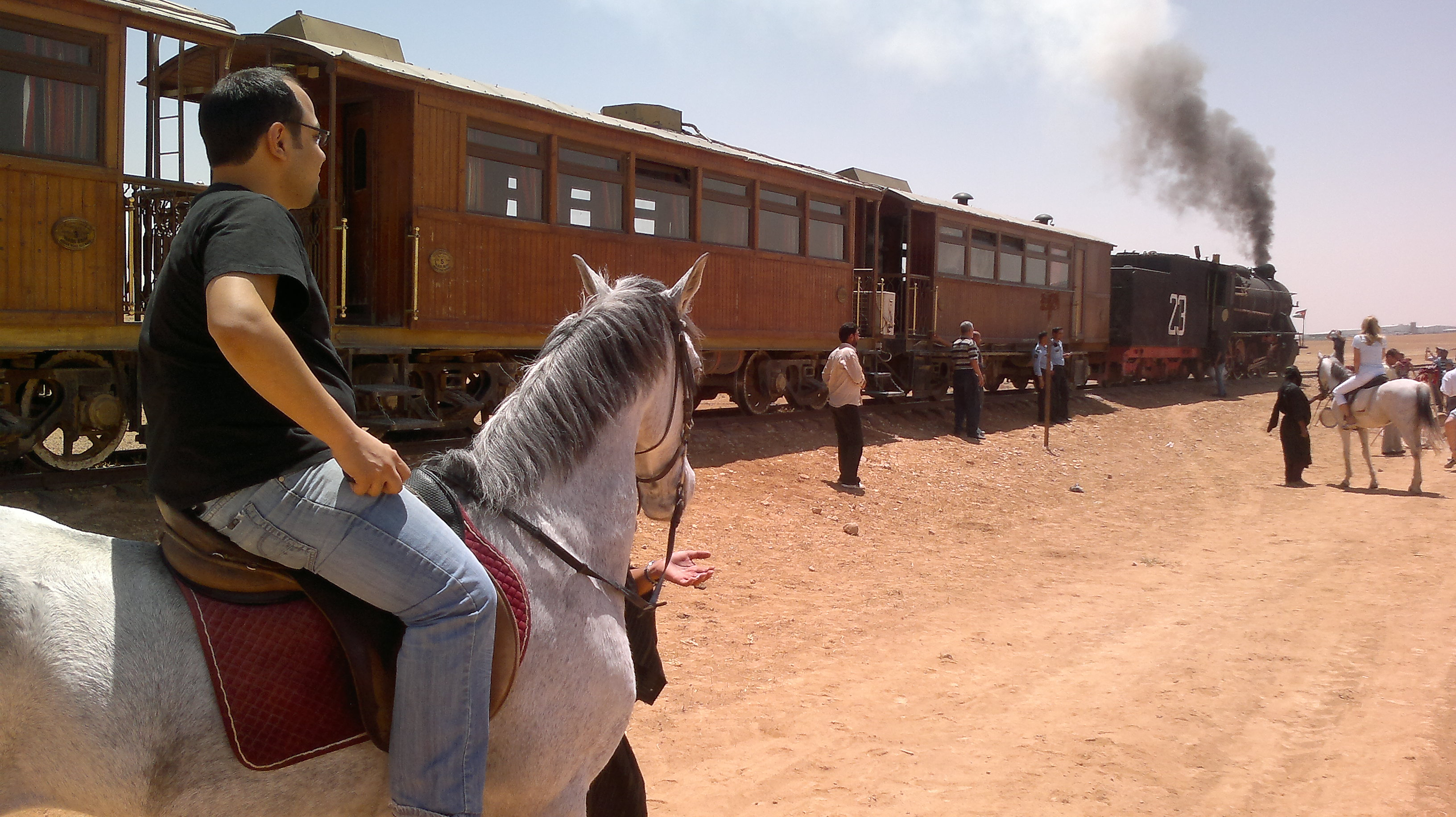
قطار أثري على سكة حديد الحجاز بالأردن.

القطار من أهم وسائل نقل الركاب والبضائع، يتألف من عربات متصلة، تسير على خطوط السكك الحديدية.
وقد يتكون خط السكة الحديدية من مسارين في اتجاهين مختلفين، للذهاب والإياب. لكن أحياناً قد يتكون الخط من مسار واحد فقط؛ عندئذ تتناوب قطارات الذهاب وقطارات الإياب بانتظام زمني حاد، وإلا تتصادم قطارات الذاهبة والآيبة وتتصادم القطارات ويسقط ضحايا من الركاب وموت وعاهات، وخسارات في البضائع المنقولة.
والقطار يسير على عجلات من الحديد الصلب، ويتكون من قاطرة في المقدمة عبارة عن محرك قوي تقوم بجر عربات الركاب أو عربات البضائع خلفه؛ العربات أيضاً ترتكز على عجلات من الحديد الصلب. العجلات مُشَكَّلَةٌ بحيث يكون لها حافة جانبية من الداخل بحيث ترتكز عل القضيبين الحديديين الذين يشكلان السكة الحديد وتمنع العجلات وبالتالي القطار من الخروج عن القضبان.
كانت إنجلترا أول من استخدمت السكك الحديدية لأول مرة في التاريخ عام 1789م حتى عم استخدام القطارات في جميع البلاد. وكانت القطارات الأولى تشتغل بالفحم كمصدر للطاقة. يقوم الفحم بتسخين خزان ماء في القاطرة، فيتولد منه بخار شديد الضغط، وهذا البخار يدفع آلة بخارية فتقوم بتحريك عجلات القاطرة وبالتالي يتحرك القطار.
ومع التقدم العلمي والتكنولوجي بدأ استخدام القطارات الكهربائية، وهي لا تعمل بالفحم ولا بالبخار وإنما تعمل بمحركات كهربائية موجودة في القاطرة.
وتعدد تطوير القطارات فمنها ما يعمل بالديزل، وهو نوع من القطارات السريعة ومنتشر في جميع البلاد تقريباً لسهولة استخدامه. فقطارات الديزل لا تحتاج لخط كهربائي فوقها أو تحتها تستمد منه الكهرباء مثل القطار الكهربائي. وأتاح استخدام الكهرباء لتسيير القطارات الوصول إلى سرعات كبيرة جداً، تصل إلى ما يفوق 500 كيلومتر في الساعة.

## تاريخ

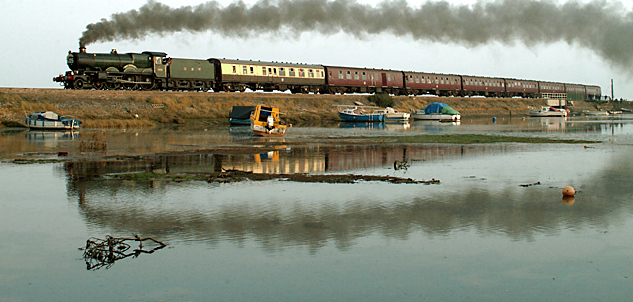
قطار آلة بخارية.

قبل اختراع القطارات كان السفر يتم بركوب الحصان والجمال، وعربات تجرها الأحصنة. ثم اخترع جيمس واط الآلة البخارية في عام 1769، وبدأ الإنسان في استعمال قاطرة تعمل بالفحم والبخار وتجر عربات للركاب والبضائع وتجري على قضيبين حديديين.
مع بداية القرن 19 زودت مناجم الفحم في كورنوال الموجودة في شمال شرق إنجلترا بمقطورات تعمل بالبخار؛ قام بصنعها تقنيين مثل «تيموثس هاكورث» في عام 1808 و«جون بلينكينسوب» في عام 1812 و«وليام هيدلي» في عام 1813 و«جورج ستيفنسون» في عام 1814. وكانت أول محطة للقطار في ليفربول.
وفي عام 1850 طُوِّرَ قطار نقل البضائع الذي يعمل بالفحم، طُوِّرَ ليجر أيضاً عربات خزانات وعربات ثلاجات، وكانت تلك القطارات تؤّجر للمصانع التي تحتاجها وتستخدمها.

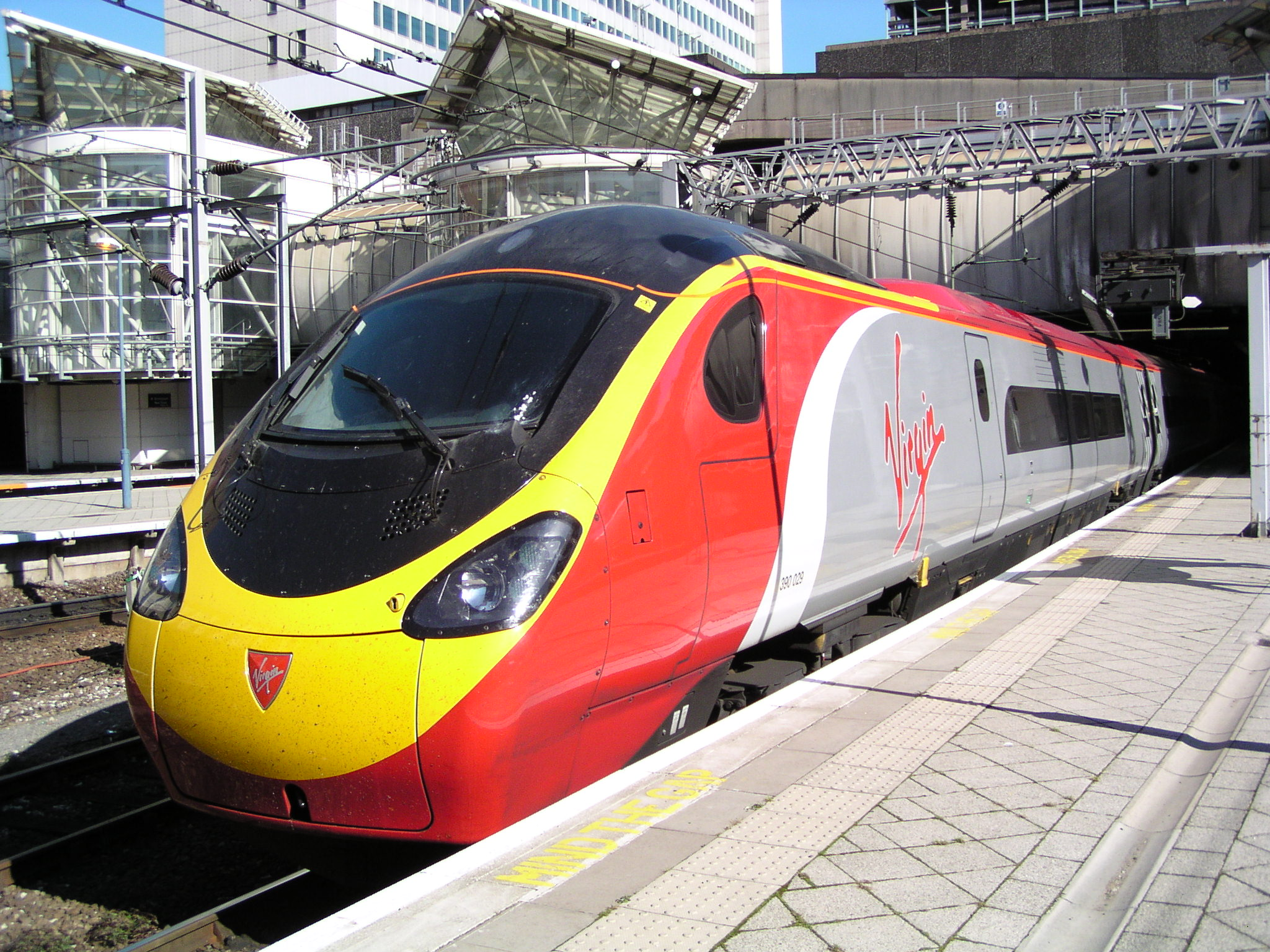
قطار كهربائي في بريطانيا نوع 390 train

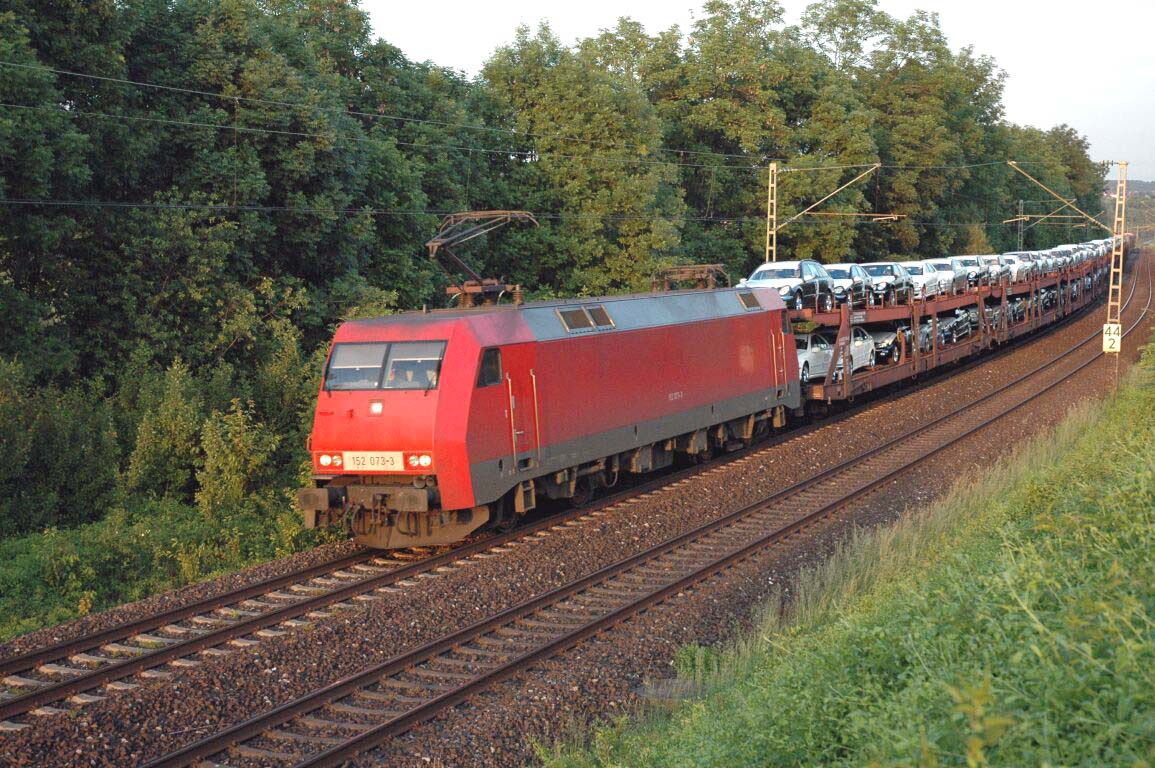
قطار نقل بضائع في ألمانيا.

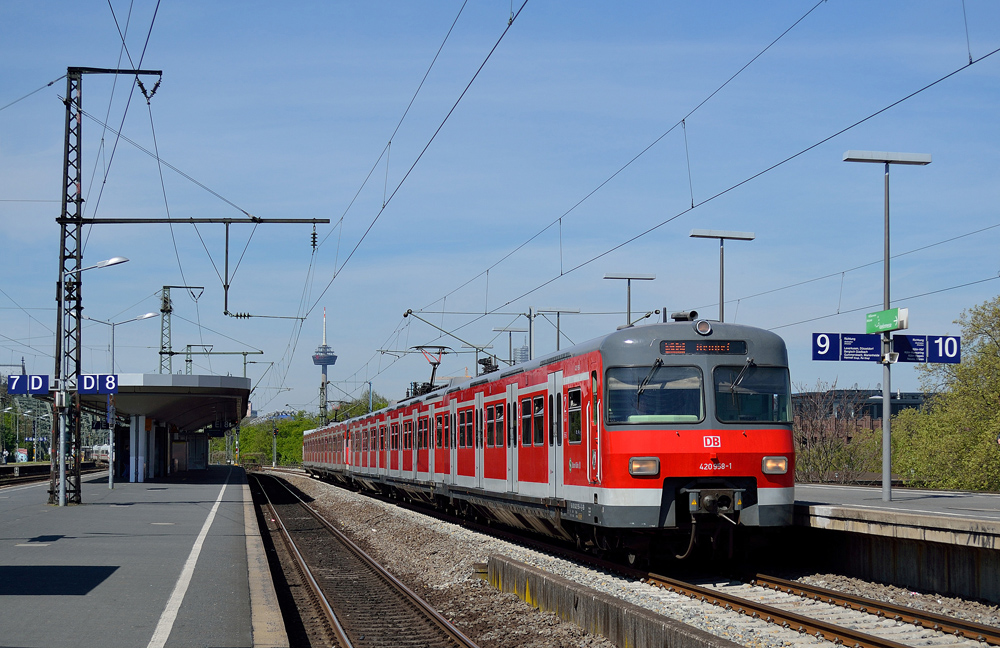
قطار S-Bahn مدينة كولونيا بألمانيا، مايو 2016

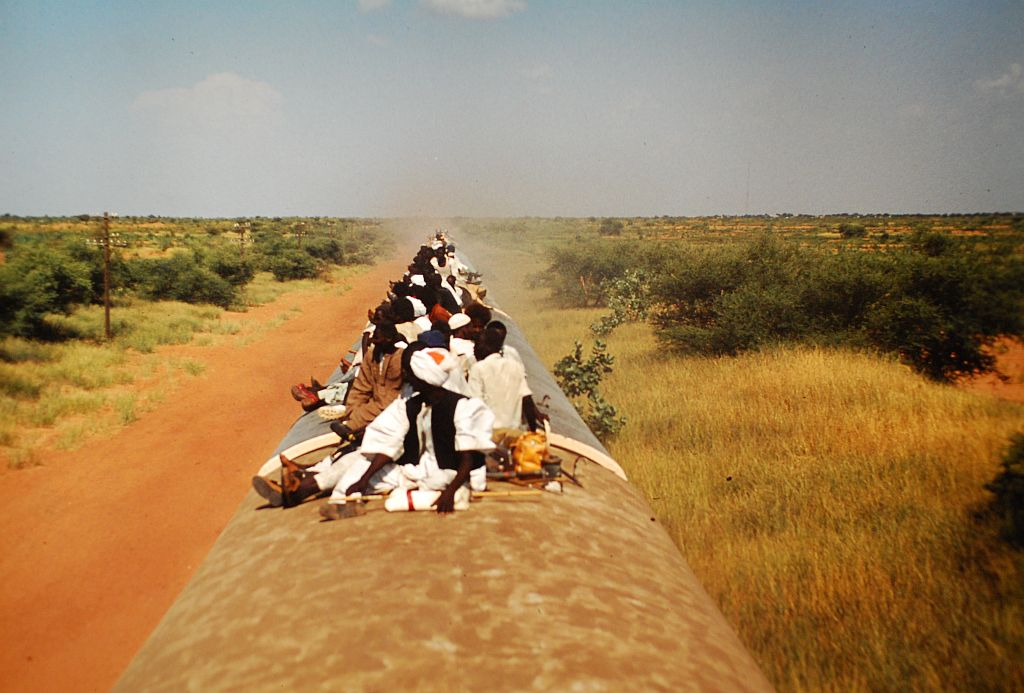
ركاب على ظهر قطار في جنوب السودان.

بالنسبة إلى ألمانيا تكون اتحاد إدارة السكة الحديد الألماني الذي دعى في عام 1850 إلى توحيد مقاييس السكك الحديدية، وكللت تلك المجهودات بالنجاح في عام 1881 عن طريق تأسيس اتحاد بروسيا للقطارات. وحتى عام 1911 أصبح الاتحاد يمتلك قطارات بعدد 560.000 من العربات؛ كان أغلبها من قطارات البضائع.

## قطار فوبرتال المعلق
ليس بالضرورة أن يسير القطار فوق قضبان، فقد أنتجت ألمانيا قطار معلقاً يقوم بنقل الركاب في داخل مدينة فوبرتال. القطار معلق وتتدلى عرباته أسفل قضيب من الفولاذ قوي؛ وقد اتخذ هذا النظام لتوفير المكان، فالقطار معلق ويسير معلقاً فوق أحد المجاري النهرية في المدينة. يستند القضيب الفولاذي الذي يحمل القطار على داعمات مائلة من الحديد المتين في شكل حرف V المقلوب متكئا على ضفتي النهر.

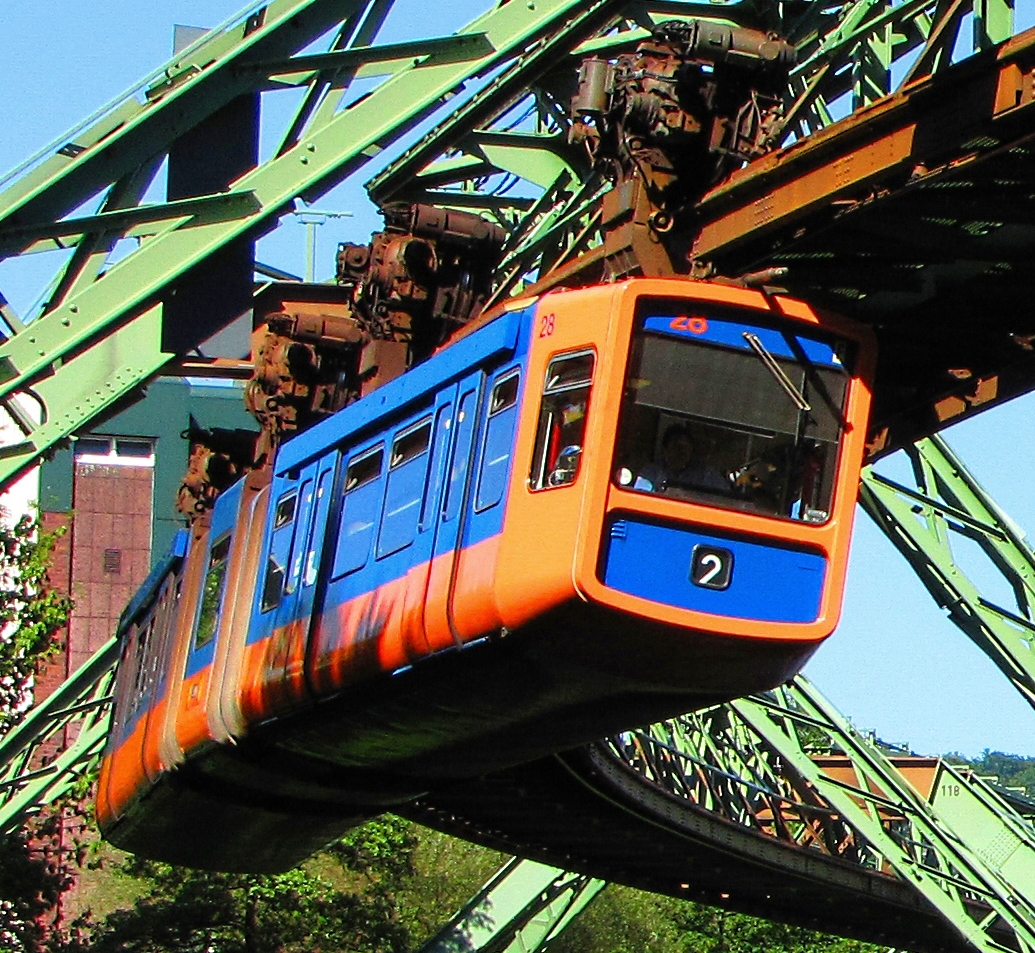
قطار فوبرتال المعلق، ألمانيا.

قطار فوبرتال المعلق وهو قطار أو «مترو» معلق أنشئ في مدينة فوبرتال الألمانية ودشن في 1 مارس 1901. وهو يعتبر رمزاً لمدينة فوبرتال المسمى باسمها. عند إنشاء هذا القطار المعلق كان المشروع يحمل اسم «نظام (أوجين لانجن) للانتقال على قضيب واحد».
يسمى بالإنجليزية suspension railway في مدينة فوبرتال الألمانية، وهو أقدم قطار معلق يعمل بالكهرباء في العالم، وتتدلى عرباته أسفل القضيب الحامل له، متتبعا مجرى نهر الفوبر.

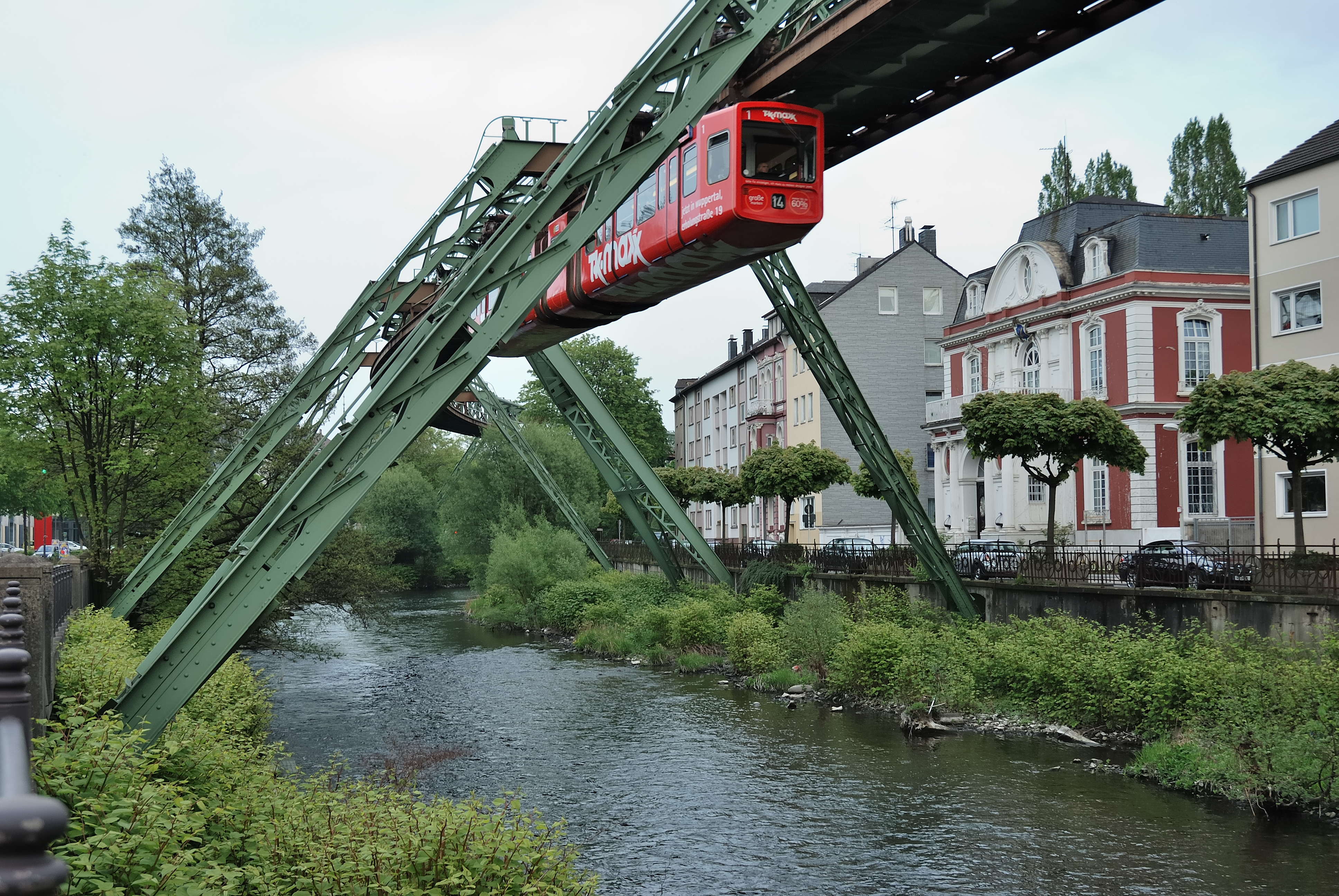
قطار فوبرتال المعلق في عام 2010